# Division I 1958-1959
La Division I 1958-1959 è stata la 56ª edizione della massima serie del campionato belga di calcio disputata tra il 7 settembre 1958 e il 10 maggio 1959 e conclusa con la vittoria del R.S.C. Anderlecht, al suo ottavo titolo.
Capocannoniere del torneo fu Victor Wegria (RFC Liégeois), con 26 reti.

## Formula
Come nella stagione precedente le squadre partecipanti furono 16 e disputarono un turno di andata e ritorno per un totale di 30 partite.
Le ultime due classificate vennero retrocesse in Division 2.
La squadra campione fu ammessa alla Coppa dei Campioni 1959-1960.

## Classifica finale
|    | Classifica                  | G  | V  | N  | P  | GF | GS | Dif | Pt |
| -- | --------------------------- | -- | -- | -- | -- | -- | -- | --- | -- |
| 1  | Anderlecht                  | 30 | 19 | 6  | 5  | 72 | 23 | 49  | 44 |
| 2  | RFC Liégeois                | 30 | 19 | 5  | 6  | 55 | 28 | 27  | 43 |
| 3  | Standard Liegi              | 30 | 16 | 10 | 4  | 64 | 31 | 33  | 42 |
| 4  | R. Beerschot AC             | 30 | 14 | 9  | 7  | 57 | 39 | 18  | 37 |
| 5  | ARA La Gantoise             | 30 | 14 | 5  | 11 | 65 | 38 | 27  | 33 |
| 6  | Anversa                     | 30 | 14 | 5  | 11 | 60 | 43 | 17  | 33 |
| 7  | K. Waterschei SV Thor       | 30 | 12 | 8  | 10 | 47 | 43 | 4   | 32 |
| 8  | K. Lierse SK                | 30 | 12 | 7  | 11 | 58 | 53 | 5   | 31 |
| 9  | Union Royale Saint-Gilloise | 30 | 13 | 4  | 13 | 64 | 64 | 0   | 30 |
| 10 | R. Berchem Sport            | 30 | 9  | 10 | 11 | 47 | 61 | -14 | 28 |
| 11 | Olympic Charleroi           | 30 | 10 | 6  | 14 | 50 | 68 | -18 | 26 |
| 12 | Beeringen                   | 30 | 10 | 5  | 15 | 46 | 66 | -20 | 25 |
| 13 | RCS Verviétois              | 30 | 8  | 7  | 15 | 30 | 49 | -19 | 23 |
| 14 | K. Sint-Truidense VV        | 30 | 8  | 6  | 16 | 50 | 77 | -27 | 22 |
| 15 | RRC Tournaisien             | 30 | 5  | 7  | 18 | 37 | 83 | -46 | 17 |
| 16 | R. Tilleur FC               | 30 | 6  | 2  | 22 | 36 | 72 | -36 | 14 |

### Verdetti
- RSC Anderlechtois campione del Belgio 1958-59.
- RRC Tournaisien e R. Tilleur FC retrocesse in Division II.